# Violeta Rexhepagiqi
Violeta Rexhepagiqi, född 21 februari 1965 i Pristina, Jugoslavien var en albansk sångerska och journalist., död 16 april 2020. Hon var syster till sångaren Armend Rexhepagiqi.
Från 1984 var hon sångerska i den kosovariska musikgruppen Vivien. 
1986 deltog Rexhepagiqi i den jugoslaviska uttagningen till Eurovision Song Contest. Hon framförde bidraget Nora som soloartist och kom på 7:e plats. Hon återkom till tävlingen året därpå med bidraget Nuk të harroj, som kom på delad sista plats, samt med bidraget Fedora som hon framförde med Vivien och som kom på trettonde plats. Hon deltog även i Jugoslaviens sista uttagning 1992 tillsammans med gruppen Triler. De framförde bidraget Bio si sve, som kom på delad sista plats.